# Paleolitická dieta
Paleolitická dieta, nazývaná také paleo dieta či dieta doby kamenné, je často označována jako dietní režim či způsob stravování. Zatímco její příznivci ji vnímají jako návrat k přirozené lidské výživě, řada odborníků zpochybňuje její historickou přesnost i zdravotní prospěšnost. Označení Paleo Diet je ochranná známka Lorena Cordaina.
Zastánci paleo diety své zásady definují více jako životní styl než způsob stravování. Člověk stravující se paleo dietou přibližuje svou stravu předpokládanému stravování pravěkého člověka z období paleolitu, což je nejdelší období lidských dějin, které trvalo déle než 2 milióny let. V tomto období člověk neznal zemědělství, a živil se tedy lovem a sběrem. Člověk byl původně spíše jen masožravec. Zastánci tohoto stravovacího režimu předpokládají, že lidské trávení není ještě evolučně přizpůsobené na produkty zemědělství (obilí a mléčné výrobky). Avšak strava současných lovců a sběračů obsahuje více sacharidů a méně tuků a zajišťuje podobný energetický příjem, jako průměrná strava občanů USA. Ani celkový energetický výdej se výrazně neliší.
Lidé dodržující tuto dietu tedy vyřazují ze svého jídelníčku nebo omezují zemědělské produkty jako obiloviny, luštěniny, pečivo, mléko, sýry, zpracovávané potraviny atp. Jídelníček se tedy skládá zejména z masa, ryb, zeleniny, ovoce, hub, ořechů a vajec.[rozpor] Paleo strava hojně využívá tuků – avokádo, kokosový olej, olivový olej, máslo či sádlo.[rozpor]

## Kontroverze
Oponenti této diety argumentují, že může vést k nedostatečnému příjmu minerálů, zejména vápníku. Tato dieta je nekvalitní a produkuje velké množství ekvivalentních emisí oxidu uhličitého. Věrohodnost evolučního argumentu zastánců diety, kteří tvrdí, že paleo dieta je funkčním řešením pro většinu dnešní populace a pomáhá v mnoha zdravotních ohledech, protože lidský organismus se nestihl evolučně přizpůsobit rychlé změně jídelníčku spojené s prudkým rozvojem zemědělství, byla nedávno zpochybněna nejnovějším výzkumem. Studie provedené na různých populacích po celém světě ukazují, že lidé dokážou žít zcela zdravě s pestrou škálou různých jídelníčků a že lidé se vyvinuli jako velmi přizpůsobiví jedlíci. Dieta rovněž nezařazuje přerušované hladovění, které bylo normální součástí příjmu potravy od počátku historie.[zdroj⁠?!]
Zpochybněn je rovněž základní evoluční předpoklad této diety – tedy že lidský organismus není přizpůsoben potravinám vzniklým po zavedení zemědělství. Nové výzkumy ukazují, že lidé jsou z biologického hlediska velmi přizpůsobiví a dokáží zdravě žít při různých formách stravy.
Zásadním způsobem tento předpoklad zpochybnila i nedávná izotopová analýza provedená vědci z Institutu Maxe Plancka a jihoafrické Wits University, která analyzovala zubní sklovinu australopitéků starou přes 3 miliony let. Výsledky ukázaly, že tito dávní předchůdci člověka byli převážně býložravci – jejich strava se skládala téměř výhradně z rostlinných zdrojů, a nikoli z masa, jak tvrdí příznivci paleo diety. Poměr izotopů dusíku v jejich zubech byl srovnatelný s dnešními býložravci a výrazně nižší než u masožravců.
Autoři studie zároveň upozorňují, že ačkoliv australopitékové mohli příležitostně konzumovat živočišné produkty jako vejce nebo hmyz, maso nebylo běžnou součástí jejich jídelníčku. Tyto poznatky naznačují, že původní lidská strava byla rozmanitější a méně masitá, než předpokládá paleo dieta.

## Česká republika
V České republice se paleo dieta začala objevovat v roce 2011, kdy ji praktikovalo pouze několik osob, v následujících letech se komunita a metodika její výživy rozrostla a prezentuje se jako životní styl. Její programy se nazývají Primal, Whole 30 nebo Low Carb. Dokumentují dobré výsledky redukce hmotnosti a celkové zlepšení zdravotního stavu.[zdroj⁠?!] Doporučují svůj režim jako funkční řešení mnohých zdravotních potíží dnešní populace, jako je nadváha, alergie, akné, zažívací potíže nebo zahleněnost. Hlavními propagátory programů jsou Miroslav Matoušek a bloggerka Lucie Grusová. Své kuchařky šíří především formou e-knih, webových stránek a po sociálních sítích.